# Ruth Patrick
Ruth Myrtle Patrick (Topeka, 26 de novembro de 1907 – Lafayette Hill, 23 de setembro de 2013) foi uma botânica e limnologista estadunidense, especializada em diatomácea e ecologia da água doce.
Desenvolveu métodos para medição da saúde da água doce de ecossistemas e criou várias estruturas de pesquisa.